# Куга у Нишу 1837-1840
Куга, опака болест која је вековима одузимала животе милионима људи, тридесетих година деветнаестог века је погодила азијски део Турске, да би се ускоро раширила и на европски део царства и појавила се и у Нишу. Први случај појављивања куге био је 1814. године када је десетковано српско становништво. У то време претпоставка је да је Нишки пашалук бројао око 60000 становника. Од тога половина је живела у Нишу.
Прве вести о појави куге на Балканском полуострву потичу са почетка јануара 1836. године када се пронела вест да је ”чума” однела прве жртве у Кавали и Цариграду. Овоме се није придавала велика пажња јер се није ништа знало о тежини болести и о томе да ли су то били појединачни случајеви, или се пак радило о епидемији. Ширећи се ка Србији куга је долазила преко Кавале, Солуна и Сереза, односно идући из Цариграда преко Пловдива и Софије која је брзо била тешко погођена кугом. Прве податке о куги у овом делу Балкана дао је лекар, дипломата и писац Бартоломео Куниберт, оснивач прве апотеке у Београду. Куниберт је забележио да се куга приближава страшном брзином и забележио појаву куге у Лому, Лесковцу и Нишу који је тада бројао једва 30.000 становника, а мртвих је било на стотине дневно.
 Ради одбране од куге, кнежева влада је отворила карантине на граници, а дуж саме границе ископани су километарски ровови и одређене страже да спречавају улазак у Србију. Србија била  је цела опасана шанцем. Документа која се односе на Ниш и појаву куге настала су преписком војног команданта Алексинца, директора карантина и начелника нахије са Књажеском канцеларијом, тј. личном канцеларијом Милоша Обреновића. Ова канцеларија није била устројена никаквим посебним актом, већ је постепено настајала из потреба које су наметале околности у Кнежевини Србији.
Прво писмо из 1837. године које говори о куги у Нишу послао је командант алексиначке вароши Милисав Здравковић. Писмо датирано 12. августа 1837. године:
 ”Његовој светлости, милостивејшему господару и књазу сербскому, Милошу Т. Обреновићу – Примивши тек 11. тек. Писмо о Хаџи Ђорђа из Ниша, којим и пак повторава да се болест кужна сигурно у Нишу с три стране појавила, но не тако силно да свирепствује. Сад овај час наш Крагујевчанин, Никола Лазаревић, пошавши у Турску на панађур и чујући за болест, пробавивши 3-4 дана у Нишу, у Карантин приспео је, који исто казује да се кужна болест с четири стране у Нишу појавила, о чему не пропуштам вашој светлости рапортом овим до знања привести. ”
Током лета 1837. године Ниш је био нарочито на удару јер се куга у новим таласима јављала из три правца – од Софије и Пирота, од Куманова и Лесковца и са Косова од Приштине где је у јулу и августу дневно умирало и по 80, а највише 140 људи дневно. Према доктору Бартоломеу Куниберту куга се нарочито раширила током летњих месеци због врућине када је Ниш изгубио, по сведочењу, 19000 душа.
Друго писмо упућено је из Алексинца 3. децембра 1837. године, упутио га је директор карантина Манојло Јовановић и у писму наводи:
”Његовој светлости, милостивејшему господару и књазу сербскому, Милошу Т. Обреновићу – Разумевши Карантин од трговца, а исто и кириџија из Турске долазећи, да се кужна болест топрв у Нишу пре неколико дана показала и да сваки дан по неколико душа, како од христијана тако и од Турака, умиру. Карантин известивши се о оваквом случају, није пропустио свим служитељем, а најпаче у Палаторији налазећи се строжајше наложити да у призренију састанка наши и отуд долазећи људи особито бодрествују, не давајући близу, једној страни к другој приступити, које не пропушта карантин рапортом овим, всеподанејше вашој светлости јавити. ”
Поред ове тешке болести која је захватила цело Балканско полуострво, забележено је још да је Алексинац и Ниш погодио разорни земљотрес 11. јануара 1838. године. Врло штуре податке о земљотресу упутио је ”Покорни слуга Ћупричија – Василије Димитријевић у ”писму No 2, датираном 12. януария”. У извештају упућеном Књазу Сербском говори се само о материјалној штети али не и о људским губицима.
По академику Владимиру Стојанчевићу куга је била присутна у нишком крају до краја 1838. године, када се завршила последња епидемија, али у неким документима Кнежеве канцеларије долазимо до података да је било примера куге и у 1840.-тој години. Према томе, највероватније је последња епидемија куге наступила крајем 1839. године или почетком 1840. године.
Писмо No. 199 од 4. фебруара 1840. године које је упутио Начелник мајор Петар Радојковић каже се између осталог:
”Високославному књажества србског Попечитељству внутрени дела, Начелничества окружија алексиначког – рапорт Дознавши данас Началничество ово од прифатног човека да је се чумна зараза за цело у Нишу, Београд мали и Лесковцу од неколико дана овамо појавила и да се исто зараженије по заповести ч. паше нишевачког таји. К тому да је предречени паша стројаже забранио ником неоткривати да људи у Нишу од чуме умиру, но да каково страданије под именом друге болести какве изјављују. Поводом којим Начелничество ово учтивејше високославно Попечитељство внутрени дела извештава и у исто време из предострожности моли, будући је ово окружије и његове границе најближе зараженом чумном месту тј. Нишу, гди се лако смешавина случајно догодити може, која би зла следства произвела. Узрока овог ради Началничество је ово тог менија. да страже крај плота умложи, почем се достаточно увери да чума у Нишу дејствује и и предстојећим високославног Попечитељства внутрени дела благоразумију и и одобренију ствар сприобштава.”
О људским губицима у епидемији куге од 1836 – 1840. године немамо прецизне податке. Једино је сигурно да је умрло од 20000 до 30000 људи и да је куга изазвала велики страх код људи и оставила последице и у друштвеном и економском погледу.